# District d'Al-Bab
Le District d'Al-Bab (arabe :  منطقة الباب, ALA-LC : Mantiqat al-Bāb) est un district du gouvernorat d'Alep dans le nord de la République arabe syrienne. Le centre administratif du district est Al-Bab. Il est divisé en 2009 quand trois de ses sous-districts sont séparés pour former le nouveau district de Dayr Hafir. Lors du recensement de 2004, le district compte une population de 201 589 habitants.

## Sous-districts
Le district de Tadmur est divisé en quatre sous-districts ou nahié (chiffres de 2004) :
- Le sous-district d'al-Bab : 112 219 habitants. Contient notamment la ville de Qabasin.
- Le sous-district de Tedef : 41 951 habitants.
- Le sous-district d'al-Raï : 15 378 habitants.
- Le sous-district d'Arima : 32 041 habitants.